# 詹尼斯·乔普林精选集
| 評論得分                 | 評論得分 |
| 來源                     | 評分     |
| ------------------------ | -------- |
| Allmusic                 | [ 1 ]    |
| Christgau's Record Guide | A        |

《詹尼斯·乔普林精选集》（英語：Janis Joplin's Greatest Hits）是1973年发行的美国歌手珍妮絲·賈普林（死于1970年）热门歌曲的选辑。
它收录了现场版的Down On Me 和Ball and Chain，这两首歌也同样包含在前一年发行的专辑In Concert 中。

## 专辑曲目
1. "我心的碎片（英语：Piece of My Heart）"(伯特·伯恩斯， 杰瑞·拉戈沃伊) –4:14
2. "夏日时光（英语：Summertime (George Gershwin song)）"(乔治·格什温， 艾拉·格什温， 杜博丝·海沃德) –4:02
3. "尝试(只要多努力一点点)"(拉戈沃伊， 奇普·泰勒) –3:57
4. "哭吧 宝贝"(伯恩斯，拉戈沃伊) –4:00
5. "我和鲍比·麦基"(弗雷德·福斯特, 克里斯·克里斯托佛森) –4:31
6. "看低我"(现场版)(珍妮絲·賈普林) –3:09
7. "尽你所能"(拉戈沃伊, 莫特·舒曼) –3:27
8. "再见，再见 宝贝"(鲍威尔·圣约翰) –2:37
9. "滚吧"(珍妮絲·賈普林) –3:44
10. "铁链与枷锁（英语：Ball and Chain (Big Mama Thornton song)）"(现场版)(大妈妈桑顿) –7:59

### 1999年重新发行专辑中特别收录的曲目
1. "也许" –3:39
2. "梅赛德斯奔驰" –1:45

## 销售证书
| 地區                                  | 认证    | 认证单位/销量 |
| ------------------------------------- | ------- | ------------- |
| 奥地利（國際唱片業協會奧地利分會）    | 鉑金    | 50,000*       |
| 加拿大（加拿大音乐协会）              | 鉑金    | 100,000^      |
| 意大利（意大利音乐产业联盟）          | 金      | 50,000*       |
| 瑞士（國際唱片業協會瑞士分会）        | 金      | 25,000^       |
| 英国（英国唱片业协会）                | 金      | 100,000^      |
| 美国（美國唱片業協會）                | 8× 鉑金 | 8,000,000‡    |
| *僅含認證的實際銷量 ^僅含認證的出貨量 |         |               |